# Saint-Victor-de-Cessieu
Saint-Victor-de-Cessieu és un municipi francès situat al departament de la Isèra i a la regió d'Alvèrnia-Roine-Alps. L'any 2007 tenia 2.069 habitants.

## Demografia

### Població
El 2007 la població de fet de Saint-Victor-de-Cessieu era de 2.069 persones. Hi havia 739 famílies de les quals 151 eren unipersonals (42 homes vivint sols i 109 dones vivint soles), 214 parelles sense fills, 332 parelles amb fills i 42 famílies monoparentals amb fills.
La població ha evolucionat segons el següent gràfic:
Habitants censats

### Habitatges
El 2007 hi havia 780 habitatges, 760 eren l'habitatge principal de la família, 8 eren segones residències i 12 estaven desocupats. 723 eren cases i 56 eren apartaments. Dels 760 habitatges principals, 605 estaven ocupats pels seus propietaris, 136 estaven llogats i ocupats pels llogaters i 19 estaven cedits a títol gratuït; 4 tenien una cambra, 25 en tenien dues, 85 en tenien tres, 238 en tenien quatre i 407 en tenien cinc o més. 628 habitatges disposaven pel capbaix d'una plaça de pàrquing. A 280 habitatges hi havia un automòbil i a 428 n'hi havia dos o més.

### Piràmide de població
La piràmide de població per edats i sexe el 2009 era:
| Homes | Edats   | Dones |
| ----- | ------- | ----- |
| 0     | 95 o +  | 0     |
| 0     | 90 a 94 | 0     |
| 4     | 85 a 89 | 12    |
| 4     | 80 a 84 | 4     |
| 20    | 75 a 79 | 24    |
| 16    | 70 a 74 | 48    |
| 24    | 65 a 69 | 20    |
| 52    | 60 a 64 | 36    |
| 44    | 55 a 59 | 40    |
| 80    | 50 a 54 | 48    |
| 60    | 45 a 49 | 64    |
| 104   | 40 a 44 | 84    |
| 40    | 35 a 39 | 80    |
| 52    | 30 a 34 | 60    |
| 44    | 25 a 29 | 44    |
| 44    | 20 a 24 | 32    |
| 64    | 15 a 19 | 72    |
| 52    | 10 a 14 | 52    |
| 72    | 5 a 9   | 56    |
| 68    | 0 a 4   | 28    |

## Economia
El 2007 la població en edat de treballar era de 1.337 persones, 1.048 eren actives i 289 eren inactives. De les 1.048 persones actives 972 estaven ocupades (525 homes i 447 dones) i 76 estaven aturades (17 homes i 59 dones). De les 289 persones inactives 103 estaven jubilades, 103 estaven estudiant i 83 estaven classificades com a «altres inactius».

### Ingressos
El 2009 a Saint-Victor-de-Cessieu hi havia 773 unitats fiscals que integraven 2.130 persones, la mediana anual d'ingressos fiscals per persona era de 18.441 €.

### Activitats econòmiques
Dels 68 establiments que hi havia el 2007, 1 era d'una empresa extractiva, 4 d'empreses alimentàries, 3 d'empreses de fabricació de material elèctric, 10 d'empreses de fabricació d'altres productes industrials, 18 d'empreses de construcció, 11 d'empreses de comerç i reparació d'automòbils, 2 d'empreses de transport, 4 d'empreses d'hostatgeria i restauració, 2 d'empreses financeres, 3 d'empreses immobiliàries, 3 d'empreses de serveis, 3 d'entitats de l'administració pública i 4 d'empreses classificades com a «altres activitats de serveis».
Dels 29 establiments de servei als particulars que hi havia el 2009, 1 era una oficina de correu, 4 tallers de reparació d'automòbils i de material agrícola, 3 paletes, 4 guixaires pintors, 4 fusteries, 3 lampisteries, 1 electricista, 1 empresa de construcció, 3 perruqueries i 5 restaurants.
Dels 6 establiments comercials que hi havia el 2009, 1 era una botiga de menys de 120 m², 3 fleques, 1 una carnisseria i 1 una llibreria.
L'any 2000 a Saint-Victor-de-Cessieu hi havia 28 explotacions agrícoles que ocupaven un total de 880 hectàrees.

## Equipaments sanitaris i escolars
L'únic equipament sanitari que hi havia el 2009 era una farmàcia.
El 2009 hi havia 1 escola maternal i 1 escola elemental.

## Poblacions més properes
El següent diagrama mostra les poblacions més properes.